# (22203) Prothoénor
(22203) Prothoénor, désignation internationale (22203) Prothoenor, est un astéroïde troyen jovien.

## Description
(22203) Prothoénor est un astéroïde troyen jovien, camp grec, c'est-à-dire situé au point de Lagrange L4 du système Soleil-Jupiter. Il présente une orbite caractérisée par un demi-grand axe de 5,213 UA, une excentricité de 0,102 et une inclinaison de 1,4° par rapport à l'écliptique.
Il est nommé en référence au personnage de la mythologie grecque Prothoénor, acteur du conflit légendaire de la guerre de Troie.

## Compléments